# Tickhill
Tickhill är en stad och civil parish i distriktet Doncaster i South Yorkshire i England. Orten har 5 228 invånare (2011).